# Эванс, Мэл
Мэл Э́ванс (настоящее имя — Малькольм Фредерик Эванс, англ. Malcolm Frederick «Mal» Evans; род. 27 мая 1935, Ливерпуль, Англия — ум. 5 января 1976, Лос-Анджелес, США) наиболее известен как дорожный менеджер (англ. road manager), ассистент и друг участников британской музыкальной группы The Beatles.

## Биография
В начале 1960-х Эванс работал в компании BT Group телефонным инженером, а также подрабатывал вышибалой в ливерпульском клубе «Cavern Club», где в том числе выступали и The Beatles. Менеджер группы Брайан Эпстайн позже нанял Эванса как своего помощника и «дорожного менеджера», работавшего в паре с другим помощником Эпстайна, Нилом Аспиналлом. Эванс был высокого роста и плотного телосложения, и Питер Браун (один из сотрудников Эпстайна) позднее писал, что Эванс был «добрый, но угрожающего вида молодой человек».
Эванс участвовал во многих записях The Beatles, а также снимался в некоторых их фильмах. Когда гастроли группы прекратились в 1966 году, Эванс продолжал помогать участникам группы и работал с ними в студии.
5 января 1976 Эванс был убит полицейскими в своем доме в Лос Анджелесе. Подруга Мэла вызвала полицию и сказала, что он не в себе и у него пистолет. Полицейские поверили, что пневматический пистолет в руках у Эванса является настоящим боевым пистолетом, и застрелили его на месте.